# Audi Sport GmbH
Audi Sport GmbH, anteriormente conhecida como quattro GmbH, é a subsidiária de fabricação de automóveis de alto desempenho da Audi, uma subsidiária do Grupo Volkswagen.
Fundada em outubro de 1983 como quattro GmbH, ela se especializou principalmente na produção de carros e componentes de alto desempenho para Audi, juntamente com personalizações especificadas pelo comprador. O antigo nome da empresa era uma homenagem ao carro de estrada original inspirado em rali da Audi com tração nas quatro rodas, o Audi Quattro. Em 2016, a empresa foi renomeada para Audi Sport GmbH.

## Carros da Audi Sport
Desde 2015, os modelos RS da Audi são comercializados como Audi Sport e são fabricados pela Audi Sport GmbH.
- Audi RS3
- Audi RS5
- Audi RS6
- Audi RS7
- Audi R8
- Audi TT RS

## Automobilismo
O departamento de automobilismo da Audi Sport participa do Rali Dakar com sua equipe de fábrica desde 2022. A participação da Audi na Fórmula 1 como equipe de fábrica está prevista para ocorrer na temporada de 2026.